# Les Moutiers-en-Retz
 Les Moutiers-en-Retz  es una población y comuna francesa, situada en la región de Países del Loira, departamento de Loira Atlántico, en el distrito de Saint-Nazaire y cantón de Bourgneuf-en-Retz.

## Demografía
| 654 | 614 | 635 | 693 | 739 | 905 |
| Para los censos de 1962 a 1999 la población legal corresponde a la población sin duplicidades (Fuente: INSEE [Consultar]) |     |     |     |     |     |

## Clima
| Parámetros climáticos promedio de Les Moutiers en Retz (France) | Parámetros climáticos promedio de Les Moutiers en Retz (France) | Parámetros climáticos promedio de Les Moutiers en Retz (France) | Parámetros climáticos promedio de Les Moutiers en Retz (France) | Parámetros climáticos promedio de Les Moutiers en Retz (France) | Parámetros climáticos promedio de Les Moutiers en Retz (France) | Parámetros climáticos promedio de Les Moutiers en Retz (France) | Parámetros climáticos promedio de Les Moutiers en Retz (France) | Parámetros climáticos promedio de Les Moutiers en Retz (France) | Parámetros climáticos promedio de Les Moutiers en Retz (France) | Parámetros climáticos promedio de Les Moutiers en Retz (France) | Parámetros climáticos promedio de Les Moutiers en Retz (France) | Parámetros climáticos promedio de Les Moutiers en Retz (France) | Parámetros climáticos promedio de Les Moutiers en Retz (France) |
| Mes                                                             | Ene.                                                            | Feb.                                                            | Mar.                                                            | Abr.                                                            | May.                                                            | Jun.                                                            | Jul.                                                            | Ago.                                                            | Sep.                                                            | Oct.                                                            | Nov.                                                            | Dic.                                                            | Anual                                                           |
| --------------------------------------------------------------- | --------------------------------------------------------------- | --------------------------------------------------------------- | --------------------------------------------------------------- | --------------------------------------------------------------- | --------------------------------------------------------------- | --------------------------------------------------------------- | --------------------------------------------------------------- | --------------------------------------------------------------- | --------------------------------------------------------------- | --------------------------------------------------------------- | --------------------------------------------------------------- | --------------------------------------------------------------- | --------------------------------------------------------------- |
| Temp. máx. abs. (°C)                                            | 21.2                                                            | 27.4                                                            | 28.8                                                            | 33.5                                                            | 37.7                                                            | 46.2                                                            | 46.5                                                            | 45.3                                                            | 40.9                                                            | 33.2                                                            | 27.4                                                            | 22.1                                                            | 46.5                                                            |
| Temp. máx. media (°C)                                           | 11                                                              | 12.2                                                            | 15                                                              | 18.2                                                            | 21.1                                                            | 25.3                                                            | 27.2                                                            | 27.2                                                            | 24.6                                                            | 19.1                                                            | 14.1                                                            | 12.1                                                            | 18.9                                                            |
| Temp. media (°C)                                                | 8.1                                                             | 9.1                                                             | 11                                                              | 13.6                                                            | 16.6                                                            | 20.2                                                            | 22.2                                                            | 22.2                                                            | 19.6                                                            | 15.1                                                            | 11.1                                                            | 9.1                                                             | 14.9                                                            |
| Temp. mín. media (°C)                                           | 5.1                                                             | 6.1                                                             | 7                                                               | 9                                                               | 12                                                              | 15.2                                                            | 17.2                                                            | 17.1                                                            | 14.5                                                            | 11                                                              | 8                                                               | 6                                                               | 10.7                                                            |
| Temp. mín. abs. (°C)                                            | -11.6                                                           | -9.3                                                            | -5.4                                                            | 0.2                                                             | 2.5                                                             | 6.9                                                             | 10.1                                                            | 10.1                                                            | 5.7                                                             | 0.1                                                             | -5                                                              | -8                                                              | -11.6                                                           |
| Precipitación total (mm)                                        | 65.0                                                            | 60.0                                                            | 50.0                                                            | 40.0                                                            | 45.0                                                            | 30.0                                                            | 25.0                                                            | 35.0                                                            | 60.0                                                            | 70.0                                                            | 90.0                                                            | 70.0                                                            | 640                                                             |
| Horas de sol                                                    | 90.0                                                            | 140.0                                                           | 180.0                                                           | 250.0                                                           | 260.0                                                           | 300.0                                                           | 280.0                                                           | 260.0                                                           | 230.0                                                           | 150.0                                                           | 110.0                                                           | 100.0                                                           | 2350.0                                                          |
| [cita requerida]                                                |                                                                 |                                                                 |                                                                 |                                                                 |                                                                 |                                                                 |                                                                 |                                                                 |                                                                 |                                                                 |                                                                 |                                                                 |                                                                 |